# Liste der Biografien/Lir
Liste der Biografien |
Portal Biografien |
Personensuche
# |
A |
B |
C |
D |
E |
F |
G |
H |
I |
J |
K |
L |
M |
N |
O |
P |
Q |
R |
S |
T |
U |
V |
W |
X |
Y |
Z |
?
 
La |
Lb |
Lc |
Le |
Lg |
Lh |
Li |
Lj |
Ll |
Lm |
Lo |
Lp |
Lt |
Lu |
Lv |
Lw |
Lx |
Ly |
Lz
 
Lia |
Lib |
Lic |
Lid |
Lie |
Lif |
Lig |
Lih |
Lii |
Lij |
Lik |
Lil |
Lim |
Lin |
Lio |
Lip |
Liq |
Lir |
Lis |
Lit |
Liu |
Liv |
Liw |
Lix |
Liy |
Liz
Die Liste der Biografien führt alle Personen auf, die in der deutschsprachigen Wikipedia einen Artikel haben. Dieses ist eine Teilliste mit 23 Einträgen von Personen, deren Namen mit den Buchstaben „Lir“ beginnt.

## Lir
- Lír, Jiří (1923–1995), tschechischer Schauspieler

### Lira
- Lira Ferreira, Alison Wágner (* 1983), brasilianischer Fußballspieler
- Lira Infante, Rafael (1879–1958), chilenischer Geistlicher, römisch-katholischer Bischof von Rancagua und Valparaíso
- Lira Rugarcía, Eugenio Andrés (* 1965), mexikanischer Geistlicher, römisch-katholischer Bischof von Matamoros
- Lira, Gonzalo (1968–2024), chilenisch-US-amerikanischer Autor, Regisseur und YouTuberGonzalo Lira (1968–2024)

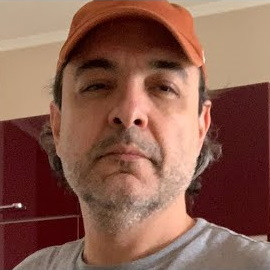
Gonzalo Lira (1968–2024)

- Lira, Pedro (1845–1912), chilenischer Maler
- Lira, Pedro Reginaldo (1915–2012), argentinischer Geistlicher und Theologe, römisch-katholischer Bischof
- Lira, Sergio (* 1957), mexikanischer Fußballspieler
- Lira, Wendell (* 1989), brasilianischer Fußballspieler
- Lira, Willian (* 1993), brasilianischer Fußballspieler
- Liratsis, George (* 1967), deutsch-griechischer Schauspieler

### Lire
- Lirer, Thomas, Pseudonym für einen Autor, der die so genannte „Schwäbische Chronik“ verfasste

### Lirh
- Lirhus, Odd (* 1956), norwegischer Biathlet und Biathlontrainer

### Liri
- Lirik (* 1991), Schweizer Rapper

### Lirk
- Lirka, Inge († 2018), deutsche Handballspielerin

### Liro
- Lirola, Jérémy (* 1970), französischer Jazzmusiker (Kontrabass, Komposition)
- Lirola, Pol (* 1997), spanischer Fußballspieler
- Liron, Ginès (* 1935), französischer Fußballspieler
- Liron, Jean (1665–1749), französischer Benediktiner, Historiker, Philologe und Romanist
- Lironi, Steve, schottischer Musikproduzent
- Lirot, Eva (* 1966), deutsche Schriftstellerin
- Lírová, Kateřina (* 1951), tschechische Schauspielerin

### Lirv
- Lirvat, Al (1916–2007), französischer Jazz-Posaunist, Gitarrist und Komponist